# 畠中夢叶
畠中 夢叶（はたなか ゆめか、2005年8月13日 - ）は、日本のタレント。
大阪府出身。ホリプロ所属。大阪府立生野高等学校卒業生。

## 概略
2023年11月、第46回ホリプロタレントスカウトキャラバンの準グランプリを受賞。
2024年4月よりホリプロに所属し、活動を始める。
2024年5月19日に放送されたABEMAスポーツタイムで生放送初出演。
2024年10月5日よりTBS王様のブランチのレギュラーリポーター。

## 人物
- 愛称はゆめてぃ。
- 三兄弟の真ん中。
- 中学校では陸上部の部長で、得意種目はハードル走。[3]
- 高校では書道部に所属していた。ホリプロタレントスカウトキャラバン決選大会の自己PRでは「書道パフォーマンスをしながら喋る」という特技を披露した。
- オーディションを受ける前の夢はアナウンサーだった。
- 特技は、書道・硬筆・似顔絵を描くこと。
- 好きな食べ物は蒙古タンメン。
- 苦手なものはジェットコースター・心霊系・アジア系の料理。
- 現在は東京都内の大学に在学中。
- 上京して2日で関西弁が抜けて標準語になった。
- 同じホリプロ所属の宮城弥生の公式HPを見てオーディションに応募した。

## 出演

### バラエティ
- ABEMAスポーツタイム（2024年5月19日、ABEMA）
- 大和田伸也のチンボラソトゥーハン（2024年6月27日、AT-X）
- 王様のブランチ（2024年10月5日、TBS系）

### ラジオ
- ゆんたくラフテーナイト（2024年7月1日、8月12日、FM21）
- こねくと（2024年8月13日、TBSラジオ）
- 丸園音楽堂（2024年9月16日週、JFN）
- オレたちゴチャ・まぜっ!〜集まれヤンヤン〜（2025年4月20日 - 、MBSラジオ） - ヤンヤンガールズ17期生